# (9965) GNU
(9965) GNU (англ. GNU) — типичный астероид главного пояса, который был открыт 5 марта 1992 года в рамках проекта университета Аризоны по изучению комет и астероидов Spacewatch в обсерватории Китт-Пик и назван в честь UNIX-подобной операционной системы GNU, разрабатываемой проектом GNU.

Орбита астероида GNU и его положение в Солнечной системе